# フランチェスコ・ピッコロ
フランチェスコ・ピッコロ（Francesco Piccolo、1964年 - ）は、イタリアの脚本家。カゼルタ出身。2014年ストレーガ賞受賞。

## 作品
- 妹の誘惑
- ローマ法王の休日
- ナポリの物語